# Makassélé
 (mars 2025).
Si vous disposez d'ouvrages ou d'articles de référence ou si vous connaissez des sites web de qualité traitant du thème abordé ici, merci de compléter l'article en donnant les références utiles à sa vérifiabilité et en les liant à la section « Notes et références ».
Makassélé est un village du Cameroun situé dans le département de la Bénoué et la région du Nord.

## Situation
Makassélé fait partie de la commune de Bibémi.
Makassélé est limitrophe des villages  Houla_fandou au Sud, Vonre à l'Est et Djaloumi Poupou au Nord. 
Coordonnées: longitude 14.02° est, latitude 9.58° nord. Altitude: 275 m.

## Histoire
Makasselé est un village créé en 1976 par les premiers habitants qui sont : magoleche, mbotsotse, maguiga wagza ; ces derniers sont venus de la région de l'extrême nord dans le département de Mora. le tout premier chef du village fut Mbotsotse de 2008 jusqu'à nos jours[réf. nécessaire].

## Économie
Le Plan Communal de Développement de Bibémi prévoyait à Makassélé la construction de puits, salles de classe, magasin de stockage de produits secs, acquisition de moulin à céréales et l’ouverture de pistes agricoles.
Makasselé pratique principalement l'agriculture et l'élevage pour vivre, 88% de la population est agriculteur. Le produit les plus cultivés sont les maïs mile rouge, l'arachide, le haricot.le coton.  La pêche aussi dans cette localité n'est pas à négliger la population villageoise se rend  dans le village voisin de djaloumi pour aller pêcher dans les lacs.

## Populations
La population de Makasselé est de 1050 en 2023, chiffre en progression depuis 2015. Selon le Plan Communal de Développement de Bibémi daté de mai 2014, la localité comptait 837 habitants. Le nombre d’habitants était de 994 selon le recensement de 2005.
L'espérance de vie est de 60 pour les hommes et 75 ans pour les femmes.
La population, contrairement à la majorité du grand nord Cameroun est chrétienne à 77%, 20 % animistes et 3% musulmane.

### Actualités historique du village MAKASSELÉ
- Archives du village MAKASSELÉ du novembre 2023,234 p.
- Plan communal de développement de Bibemi, mai 2014, 416 p.